# IWARP
iWARP — это набор сетевых стандартов, определяющих компьютерный сетевой протокол, реализующий удаленный прямой доступ к памяти (RDMA) для эффективной передачи данных по IP-сетям. Вопреки мнению некоторых пользователей, iWARP не является аббревиатурой.
Поскольку iWARP основан на стандартных протоколах инженерной группы Интернета (IETF), учитывающих перегрузку сети, таких как TCP и SCTP, он предъявляет мало требований к сети и может быть успешно использован в самых разных сетевых конфигурациях. Также, существуют расширения iWARP, ориентированные на работу поверх датаграм UDP, ориентированные на работу в сетях для высокопроизводительных вычислений.

## История
Разработка технологии iWARP началась в 1989 году, совместно компанией Intel и университетом Карнеги-Меллона.
В дальнейшем развитие iWARP было сориентировано на применение в сетевых адаптерах, разгружающих CPU от операций передачи данных по сети путём выноса логики обработки TCP/IP непосредственно в сам адаптер.
К 2007 технология была переработана и предложена IETF.
Тогда же IETF опубликовал набор документов, официально определяющих iWARP:
1. RFC 5040 A Remote Direct Memory Access Protocol Specification
2. RFC 5041 Direct Data Placement over Reliable Transports
3. RFC 5042 Direct Data Placement Protocol (DDP) / Remote Direct Memory Access Protocol (RDMAP) Security
4. RFC 5043 Stream Control Transmission Protocol (SCTP) Direct Data Placement (DDP) Adaptation
5. RFC 5044 Marker PDU Aligned Framing for TCP Specification

Эти спецификации базировались на определённых консорциумом RDMA спецификациях RDMA over TCP. В свою очередь спецификации консорциума RDMA испытали влияние более ранних стандартов и технологий, относящихся к RDMA, включая Virtual Interface Architecture (VIA) и InfiniBand.
После  2007 года IETF опубликовал три дополнительных RFC, имеющих отношение к iWARP:
1. RFC 6580 IANA Registries for the Remote Direct Data Placement (RDDP) Protocols (2012).
2. RFC 6581 Enhanced Remote Direct Memory Access (RDMA) Connection Establishment  (2011).
3. RFC 7306 Remote Direct Memory Access (RDMA) Protocol Extension  2014, расширяющий RFC 5040.

## Протокол
Основным компонентом протокола iWARP является Direct Data Placement Protocol (DDP), который определяет передачу данных без дополнительного копирования. Сам DDP не обеспечивает передачу, это спецификация того, как должна быть устроена реализация базового протокол (TCP или SCTP), на который наложен DDP.